# .aq
Pour les articles homonymes, voir AQ.
.aq est le domaine de premier niveau national (country code top level domain : ccTLD) réservé à l'Antarctique.
Il est réservé à des organisations ayant une présence en Antarctique, ou pour la promotion de l'Antarctique ou des régions de l'Océan Austral. Le domaine .aq est administré par Mott and Associates à Auckland, Nouvelle-Zélande.